# Bruinkeelschoffelsnavel
De bruinkeelschoffelsnavel (Poecilotriccus plumbeiceps) is een zangvogel uit de familie Tyrannidae (tirannen).

## Verspreiding en leefgebied
Deze soort komt voor van Peru tot Argentinië en in het oosten en zuidoosten van Zuid-Amerika. Er zijn vier ondersoorten:
- P. p. obscurus: zuidoostelijk Peru en noordelijk Bolivia.
- P. p. viridiceps: zuidelijk Bolivia en noordwestelijk Argentinië.
- P. p. plumbeiceps: zuidoostelijk Brazilië, Paraguay en noordoostelijk Argentinië.
- P. p. cinereipectus: oostelijk Brazilië.

## Status
De grootte van de populatie is niet gekwantificeerd maar de soort wordt omschreven als vrij algemeen. Op de Rode lijst van de IUCN heeft deze soort de status niet bedreigd.